# Вифанская духовная семинария
Вифанская православная духовная семинария — духовное учебное заведение при Спасо-Вифанском монастыре. Учреждена 1 (12) мая 1797 года. Названа по имени монастыря, который, в свою очередь, получил имя от придела соборной Преображенской церкви, освящённого во имя Лазаря, воскрешённого в Вифании Палестинской.

## История
Идея открытия семинарии принадлежит ректору Троице-Сергиевой семинарии митрополиту Московскому Платону. После коронации Павла I он пригласил императора на поклонение мощам преподобного Сергия Радонежского в Троице-Сергиеву лавру, где император посетил скит монастыря, расположенный неподалёку, в Корбухе. Вскоре после посещения скита Павел I подписал указ об учреждении 2-классного Вифанского Спасо-Преображенского монастыря. Его же указом 1 мая 1797 года была учреждена и Вифанская семинария на 100 учеников. Прежняя Корбуха также была переименована в Вифанию.
Не дожидаясь окончания строительства, для подготовки кадров архиепископ Платон создал при Троице-Сергиевой семинарии особое отделение, которое через 3 года переехало в только что отстроенный на берегу Вифанского пруда корпус. Построенное по проекту архитектора С. Болдырева П-образное здание благодаря декоративным башням и рву с подъёмным мостом напоминало замок. Открытие семинарии состоялось в августе 1800 году.
Курс обучения в семинарии делился на низший и высший грамматические классы, классы риторики, философии и богословия. Преподавались словесность, всеобщая история, философия, математика и физика, богословие изъяснительное, созерцательное и нравственное, археология, Священное Писание, церковная история, древние (латинский, греческий) и новые (немецкий и французский) языки. Некоторые предметы преподавались на латыни. Ученики Лаврской и Вифанской семинарий совместно участвовали в диспутах на латинском языке по философии и богословию.
В богословском классе семинарии установили орган, преподнесённый графиней А. А. Орловой-Чесменской Московскому митрополиту Платону. Это позволило обеспечить дополнительное музыкальное образование семинаристов. Из их числа были организованы оркестры, управляли которыми специально нанятые капельмейстеры. Семинаристы занимались также декламацией, пением, постановкой мистерий.
Благодаря содействию митрополита Платона в обеспечении семинарии, все её учащиеся находились на казённом содержании. В первые годы семинария была образцовой как в материальном аспекте, так и по составу учащихся: принимая в семинарию наиболее одарённых учеников, Платон регулярно отсылал из неё неспособных в другие семинарии. Материальное положение семинарии оставалось прочным и в начале XIX века.
В 1797—1804 гг. семинария находилась под управлением ректора Троицкой духовной семинарии и Московской духовной академии Августина (Виноградского; впосл. архиепископ Московский). В 1804—1812 годы ректором семинарии был архимандрит Гедеон (Фомин).
В 1814 году в ходе реформы духовного образования было принято решение Вифанскую семинарию закрыть. Однако ходатайством её бывшего ректора архиепископа Августина (Виноградского) 21 сентября 1814 года Синод постановил открыть семинарию. 5 ноября 1814 года семинария была открыта вновь, в преобразованном составе. Из прежних учеников в неё зачислили 63 человека, и ещё 203 были переведены: 133 — из Троицкой духовной семинарии, 50 — из бывшей Славяно-греко-латинской академии, 20 — из закрытой Дмитровской духовной семинарии.
Общее число учащихся (266 чел.) существенно превысило допустимую для семинарского здания норму. Однако в последующие годы число учеников в семинарии продолжало расти:
- в 1824 году — 284 чел.
- в 1826 году — 298 чел.
- в 1838 году — 365 чел.

и поэтому встал вопрос о строительстве новых зданий. 4 сентября 1826 года был издан указ о выделении средств на строительство нового корпуса. Его строительство было завершено в 1829 году. В 1832 году при семинарии возвели корпус для столовой, в 1842 году — больничный флигель, в 1846 году — баню, в 1867 году — корпус для семейных преподавателей.
В ведении семинарии в XIX веке состояли духовные училища: Звенигородское, Дмитровское и позже Волоколамское. В них учились выходцы из приходов Верейского, Звенигородского, Можайского, Рузского, Волоколамского, Клинского и Дмитровского уездов. В семинарии также были учащиеся из других епархий, в том числе из Переславского и Александровского уездов Владимирской губернии. Начиная с 1850-х годов в семинарии обучались сербы, черногорцы и болгары. При святителе Филарете на лекции в семинарии начали допускаться вольнослушатели.
Начиная с 1814 году учащиеся семинарии стали делиться на казённых и пансионеров. К первым относились воспитанники, за которых епархия или родители вносили полную сумму их содержания. Пансионеры оплачивали только питание и жильё в общежитии, размер оплаты зависел от материального положения семинариста. Это позволяло обучаться в семинарии юношам из бедных семей. Льготы ученикам и постепенное обесценение ассигнаций привели к тому, что, несмотря на поступавшие пожертвования, материальное положение семинарии стало ухудшаться. К середине XIX века из элитного учебного заведения она превратилась в духовную школу для юношей из бедных слоёв духовного сословия, выпускники которой служили в сельских приходах.
В 1830 году курс обучения в семинарии состоял из низшего, среднего и высшего отделений, в которых преподавались словесность, всеобщая история, древние (латинский, греческий и древнееврейский) и новые (немецкий и французский) языки, математика, физика, философские и богословские науки, библейская и церковная история.
В 1840 году по инициативе обер-прокурора Синода графа Н. А. Протасова, система духовного образования была частично перестроена в видах усиления церковно-исторических дисциплин и придания семинарскому образованию более практического направления. Однако в Вифанской семинарии это не повлекло за собою радикальных перемен, так как в ней и ранее, ещё по установлениям митрополита Платона, большое внимание уделялось истории. То, что из преподавания была исключена философия, возмещалось тем, что на уроках латыни учащиеся переводили «философские системы». Начиная с 1840 года преподавание стало вестись на русском языке.
В 1859 году оклады служащих семинарии были увеличены и уравнены с окладами служащих в Санкт-Петербургской духовной семинарии.
Реформа 1867 года, обусловленная принятием нового устава духовных семинарий, вновь едва не привела к закрытию семинарии. Состояние её зданий не соответствовало предъявляемым требованиям, а средств на ремонт не было. Кроме того, в 1860-х годах уменьшилось количество приходов, и на некоторое время вообще отпала нужда в новых священнослужителях. Вопрос о необходимости сохранения Вифанской семинарии был поставлен на съезде московского духовенства 30 августа 1869 г. Апеллируя к её важному значению, особенно для подготовки сельского духовенства, выпускники семинарии и рядовые граждане спасли семинарию от закрытия.
До 1872 году приём и выпуск из Вифанской семинарии проходили 1 раз в 2 года. В 1870/71 учебном году семинария перешла к учебным программам с шестью одногодичными курсами. К 1870-м годам число учеников в семинарии уменьшилось, и в 1878 составило 249 воспитанников. В 1884 году был принят устав духовных семинарий, обязывавший открывать при них образцовые начальные школы. Таковая была открыта при Вифанской семинарии в 1886 году.
Вифанская семинария не осталась в стороне от революционных событий 1905—1907 гг. Представители семинарии участвовали в работе нелегального Всероссийского общесеминарского съезда в Москве (25-27 декабря 1906 года). В апреле 1907 года учащиеся семинарии подписали петицию против распоряжения правления семинарии об увольнении нескольких учеников. В ответ на это в семинарии было проведено массовое отчисление воспитанников, и выпуск 1908 года не состоялся.
Последний набор в Вифанскую семинарию состоялся в 1917 году. 11 ноября «ввиду тяжёлых экономических условий» занятия были прекращены, и воспитанники отпущены домой. Согласно распоряжению, перерыв был объявлен «по 5 февраля 1918 г.», однако после этого занятия в семинарии так и не возобновились.
В 1925—1932 и 1944—1975 гг. здания семинарии занимал детский дом. В старом семинарском корпусе разместился кожно-венерологический диспансер, в новом корпусе — Всесоюзный заочный сельскохозяйственный техникум.
В 1993 году новый семинарский корпус сгорел, его руины в 1996 году были переданы Троице-Сергиевой лавре, в 1997 году лавра получила также часть старого корпуса.

## Известные выпускники
За все время своего существования Вифанская семинария подготовила и выпустила свыше 3500 человек. Среди её выпускников — новомученики протоиереи Григорий Воинов и Сергий Константинов, священник Константин Некрасов, диакон Николай Цветков, а также профессора Московский Духовной Академии А. И. Введенский, В. П. Виноградов, Д. Ф. Голубинский, П. И. Горский-Платонов, П. С. Казанский, Н. Ф. Каптерев, профессор Казанской духовной академии А. И. Гренков.
- Амвросий (Ключарёв) (1820—1901) — епископ Харьковский и Ахтырский, богослов.
- Покровский, Александр Иванович (1873—1940) — богослов, деятель обновленческого движения[4].
- археолог К. И. Невоструев
- агроном-почвовед А. В. Советов и др.
- М. И. Смирнов (1868—1949) — историк, основатель Переславского краеведческого музея
- С. И. Смирнов (1870—1916) — историк церкви, брат М. И. Смирнова[5].
- Алексей Западалов — священник, новомученик;
- Семён Михайлович Поспелов (1816—1888) — богослов; впоследствии сам преподавал в ней[6].
- Приклонский Сергей Алексеевич (1846—1886) — публицист;
- Сперанский Алексей Александрович (1881—1937) — протоиерей, священномученик.

## Другие известные преподаватели семинарии
- Ф. Ф. Исмайлов (1794—1863) — преподаватель физико-математических наук и французского языка[7]
- еп. Виссарион (Нечаев) (1823—1905) — преподаватель церковной и библейской истории, церковной археологии и церковного законоведения[8]
- Н. И. Надеждин (1813—1890) — профессор философии[9].
- М. И. Каринский (1840—1917) — преподаватель гражданской истории, греческого и латинского языков в 1863—1865 г.г., впоследствии Заслуженный ординарный профессор Санкт-Петербургской Духовной академии по кафедре истории философии, доктор философии, статский советник.
- Александр Николаевич Глаголевский (ум. 1882) — священник, законоучитель Мариинского училища.
- И. А. Артоболевский (1896—1905) — преподаватель Священного Писания[10]
- Серафим (Звездинский) — преподаватель истории церкви[11]
- Копьев, Николай Александрович (?-1916) — преподаватель церковной истории в 1871—1874 гг., впоследствии редактор «Московских церковных ведомостей».

## Ректоры семинарии
- 1797—1804: Августин (Виноградский)
- 1804—1812: Гедеон (Фомин)
- 1814: Неофит (Докучаев-Платонов)
- 1814—1817: Парфений (Чертков)
- 1818—1826: Никанор (Клементьевский)
- 1826—1828: Платон (Березин)
- 1828: Смарагд (Крыжановский)
- 1828—1829: Анастасий (Воскресенский)
- 1829—1831: Венедикт (Григорович)
- 1831—1834: Евлампий (Пятницкий)
- 1834—1842: Агапит (Введенский)
- 1842—1847: Филофей (Успенский)
- 1847—1849: Евгений (Сахаров-Платонов)
- 1849—1853: Леонид (Краснопевков)
- 1853—1857: Нафанаил (Нектаров)
- 1857—1861: Игнатий (Рождественский)
- 1861: Порфирий (Попов)
- 1862—1866: Никодим (Белокуров)
- 1866—1872: Сергий (Спасский)
- 1874—1883 протоиерей Филарет Сергиевский
- 1883—1885: Александр (Светлаков)
- 1885—1886: Христофор (Смирнов)
- 1886—1891: Иаков (Пятницкий)
- 1891—1895: Антоний (Каржавин)
- 1895—1897: Парфений (Левицкий)
- 1897—1899: Трифон (Туркестанов)
- 1899—1908: протоиерей Андрей Беляев
- 1908—1910: Гавриил (Чепур)
- 1910—1912: Филипп (Гумилевский)
- 1912—1918: Герман (Ряшенцев)

## Инспекторы семинарии
- Феодотий (Озеров) (1 августа 1823—1828)
- Варлаам (Успенский) (31 августа 1828 — 17 января 1833)
- Евсевий (Орлинский) (1832—1834)
- Антоний (Смолин) (31 декабря 1834—1840)
- Никодим (Белокуров) (18 ноября 1853—1858), впосл. епископ Дмитровский
- Кирилл (Орлов) (14 ноября 1863—1880), впосл. епископ Екатеринбургский и Ирбитский
- Антонин (Державин) (5 июня 1881—1883), впосл. епископ Псковский и Порховский
- Пётр (Другов) (28.01.1885 — 27.01.1889; впосл. епископ Смоленский и Дорогобужский)
- Герман (Иванов) (1892—1893), впосл. епископ Люблинский
- Парфений (Левицкий) (1894—1895)
- Анастасий (Грибановский) (1900—1901)
- Филипп (Гумилевский) (7 октября 1909 — 30 января 1910)
- Герман (Ряшенцев) (30 января 1910 — 22 июня 1912)
- Тихон (Тихомиров) (10 августа 1912—1913)
- Алексий (Кузнецов) (12 марта — ноябрь 1916)
- Никон (Пурлевский) (11 ноября 1916—1918), впосл. архиепископ Казанский

## Библиотека и фонды
Начало библиотеки семинарии было положено пожертвованиями митр. Платона. В неё также жертвовали свои книги свт. Филарет (Дроздов), митрополит Санкт-Петербургский Никанор (Клементьевский), профессора семинарии и другие лица. В 1858—1877 гг. Московская консистория передала в семинарию часть рукописей и книг, конфискованных у старообрядцев, наиболее древние из которых относятся к XVI в.
В 1920-е годы бо́льшую часть библиотеки Вифанской семинарии перевезли в Московскую Духовную Академию (МДА). В 1930—1945 гг. в составе собрания МДА эти фонды поступили в ГБЛ, где в 1966 году они были выделены в отдельный фонд № 556. Значительную часть этого собрания составляют материалы, связанные с деятельностью митрополита Платона, Псковского архиепископа Мефодия (Смирнова), преподавателей семинарии.
Библиотека Вифанской семинарии в количестве 125071 книг и 172 рукописей вошла в состав Румянцевской библиотеки (ныне Российская государственная библиотека).